# Logo du 7 cerclé
Le logo du 7 cerclé est l'un des logotypes les plus classiques des stations de télévision aux États-Unis. Conçu au début des années 1960 pour les 5 chaînes détenues et exploitées  (O&O) par ABC, le logo, ou une version de celui-ci, est actuellement utilisé non seulement par ABC et les affiliés, mais aussi par un certain nombre de chaînes de télévision à travers le monde. La raison du 7 est que la chaîne utilisée le septième canal.

## Histoire

WEWS-TV à Cleveland.

Le logo du 7 cerclé fut créé par G. Dean Smith et utilisé pour la première fois en 1962 pour cinq chaînes détenues et exploitées par ABC : WABC-TV à New York, KABC-TV à Los Angeles, WBKB (devenu  WLS-TV) à Chicago, KGO-TV à San Francisco et WXYZ-TV à Détroit.
Lorsque WABC-TV adopte le format Eyewitness News en 1968, tous les journalistes et présentateurs doivent porter un blazer avec le 7 cerclé brodé dessus (plus tard devenu un pins) lors de leur apparition à l'écran. Cette pratique se développa sur les autres stations détenues et exploitées (O&O) par ABC. La chaîne affiliée WEWS-TV à Cleveland utilise un logo similaire avec un 5 cerclé.

## Les 3 chaînes d'origines

WABC-TV à New York
WXYZ-TV à Détroit
WLS-TVà Chicago